# テツギョ

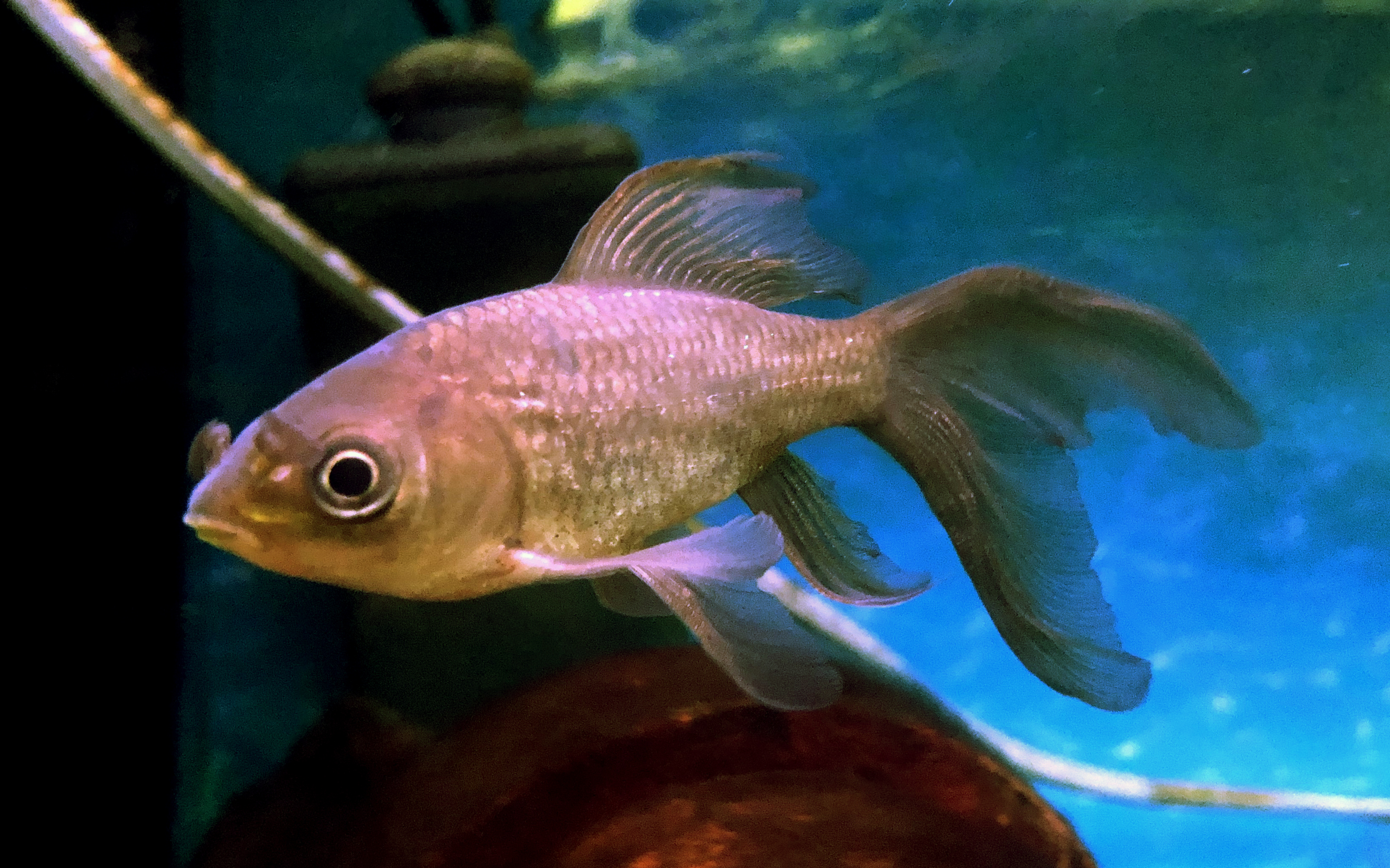
テツギョ

テツギョ（鉄魚）とはコイ科の1種であり、体長は15cm程度で、鉄錆色をしたその体色から鉄魚と呼ばれる。

## 概要

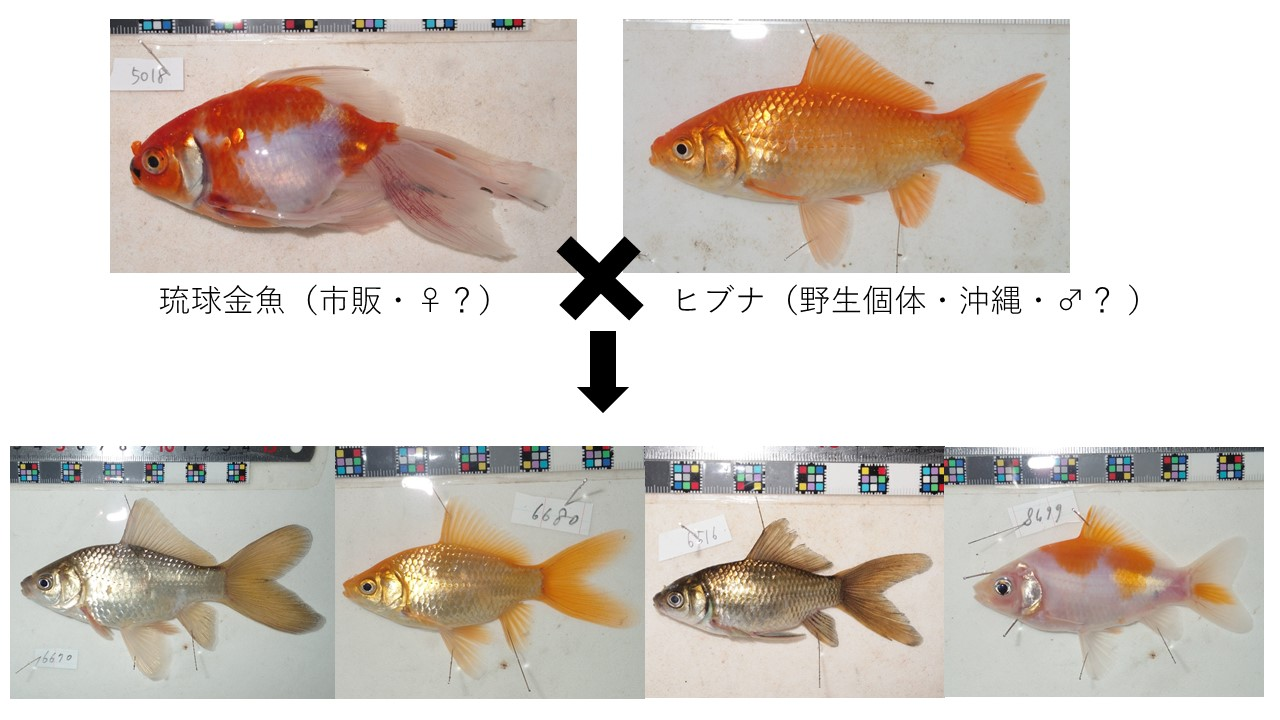
琉球金魚（市販）と野生ヒブナ（沖縄）をかけ合わせた結果。色彩の有無、鰭の長短、透明鱗の有無など、テツギョ様の個体を含めて、様々な個体が生まれた。

宮城県加美郡魚取沼で1922年に発見された鰭の長いフナ。1933年、魚取沼一帯は鉄魚生息地として国の天然記念物に指定された。
古くからフナはキンギョの雑種ではないかという俗説があり、松井圭一による実験で、フナとキンギョを交配させるとテツギョのような魚が生まれた。また、フナと琉金との交配でもテツギョのような魚が生まれる。
ミトコンドリアDNA及び核DNAの解析の結果、ゲンゴロウブナではない日本産フナ属と金魚の雑種であることが判明した。

## 魚取沼以外のテツギョ

### 若畑沼のテツギョ
山形県尾花沢市大字母袋若畑沼に生息している。1953年に県の天然記念物に指定された。

### 法念寺のテツギョ
三重県尾鷲市三木里町にある法念寺の中庭にある池で1956年に発見された。1946年頃にキンギョとギンブナの交配により生まれたものと考えられている。1958年に県の天然記念物に指定された。